# Кирикукюла (Вырумаа)
Ки́рикукюла (эст. Kirikuküla) — деревня в волости Антсла уезда Вырумаа, Эстония.
До административной реформы местных самоуправлений Эстонии 2017 года входила в состав волости Урвасте (упразднена).

## География и описание
Расположена в 9 км к северу от волостного центра — города Антсла, и в 27 км к северо-западу от уездного центра — города Выру, у шоссе Антсла —  Канепи. Высота над уровнем моря — 135 метров.
Климат умеренный. Официальный язык — эстонский. Почтовый индекс — 66512.

## Население
По переписи населения 2021 года, в Кирикукюла насчитывалось 27 жителей, их них 26 (96,3 %) — эстонцы.
По данным переписи населения 2011 года, в деревне проживали 29 человек, все — эстонцы.
Численность населения деревни Кирикукюла по данным переписей населения:
| Год  | 1959 | 1970  | 1979 | 1989 | 2000 | 2011 | 2021 |
| ---- | ---- | ----- | ---- | ---- | ---- | ---- | ---- |
| Чел. | 122  | ↘ 102 | ↘ 94 | ↘ 47 | ↘ 42 | ↘ 29 | ↘ 27 |

## История
Деревня, образованная административно, состоит из бывшей церковной мызы Анцен (нем. Pastorat Anzen, Урвасте, эст. Urvaste kirikumõis), в которую не входили старинные хутора, и расположенных вокруг церкви Святого Урбана хуторов рыцарской мызы Урбс (нем. Urbs, Урвасте, эст. Urvaste mõis). В границах церковной мызы у главной дороги стояли корчма Мяэкыртс, принадлежавшая мызе Урбс (Урвасте), и корчма Алакыртс, принадлежавшая рыцарской мызы Анцен (нем. Anzen, Вастсе-Антсла, эст. Vastse-Antsla mõis).
Церковь Святого Урбана внесена в Государственный регистр памятников культуры Эстонии как . Под охраной государства также находятся расположенные на территории деревни кладбище Урвасте () и церковный сад Урвасте (памятник истории и археологии).  

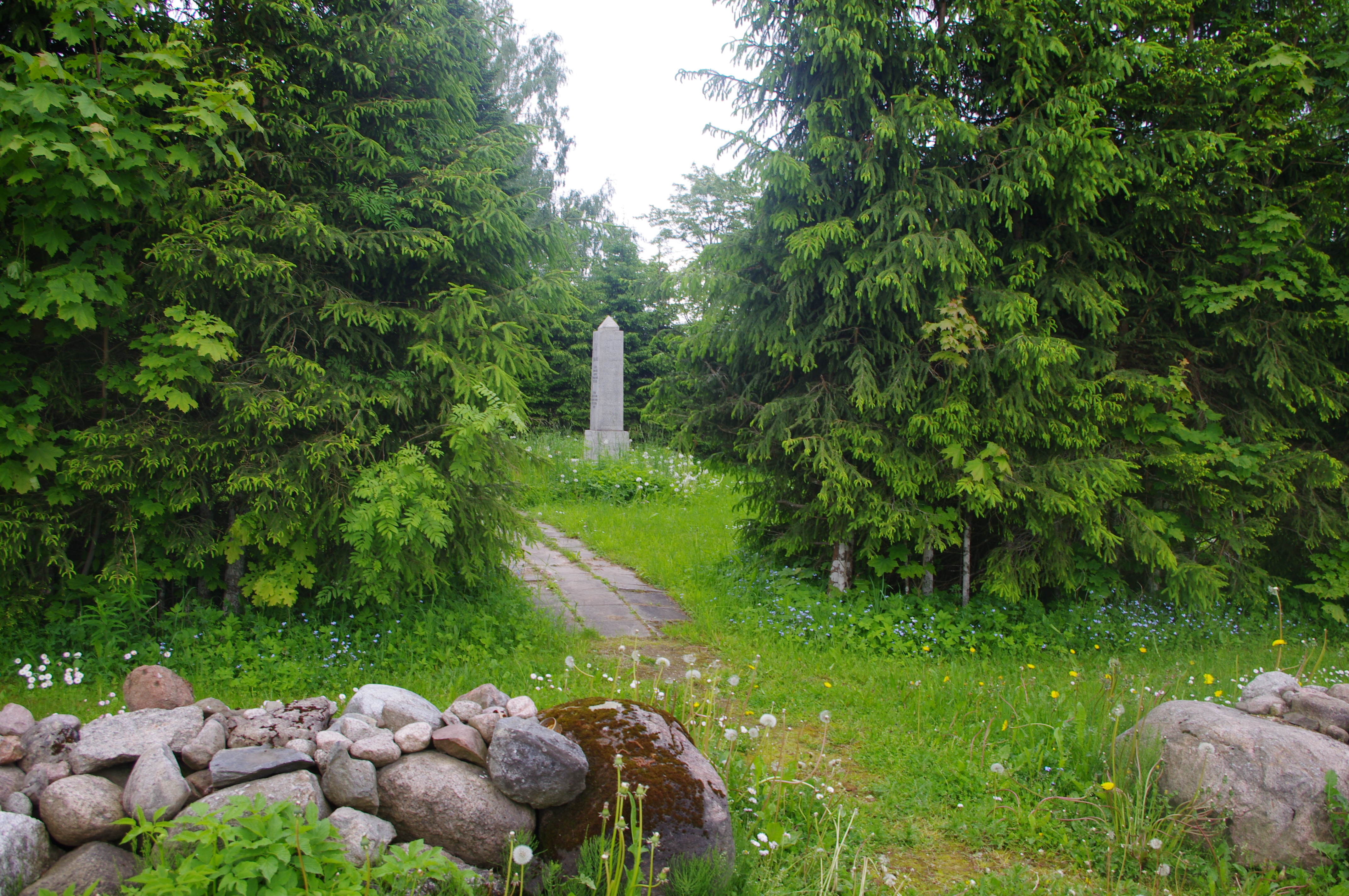
Советский памятник на братской могиле павших во II мировой войне в Кирикукюла. Демонтирован в 2023 году

В советское время на расположенной на территории деревни братской могиле советских воинов, павших во Второй мировой войне (исторический памятник с 1997 до 2023 года), был установлен памятник с надписью «1941—1945 Воинам Советской армии, павшим в Великой Отечественной войне». Братская могила была создана в 1948—1949 годах, когда в существующей братской могиле были перезахоронены ещё несколько погибших в окрестностях деревни советских солдат. В 1949 году на могиле была установлена каменная плита. В 1980 году её заменили на обелиск и вокруг него установили восемь мраморных табличек с именами павших. В протоколе рабочей группы по советским памятникам при Госканцелярии Эстонии от 30 ноября 2022 года данный памятник не упоминается. Он был удалён в период кампании по демонтажу и замене советских военных памятников, в 2023 году, и вместо него на поверхности земли установлена плита с надписью на эстонском языке «Жертвы Второй мировой войны». Могила находится в саду церкви Урвасте.

## Комментарии
1. ↑  Эстонские топонимы, оканчивающиеся на -а, не склоняются и не имеют женского рода (исключение — Нарва)[7].